# Повільне світло
Повільне світло — фізичне явище, що полягає в суттєвому зменшенні групової швидкості світлових сигналів внаслідок взаємодії із середовищем. Швидкість поширення світлового пакету як цілого — групова швидкість — залежить від лінійних властивостей середовища, а також визначається нелінійними взаємодіями. Зменшення групової швидкості приблизно в 100 разів, яке спостерігали ще в 1967—1969 роках під час вивчення самоіндукованої прозорості, є прикладом нелінійно-оптичного сповільнення світла.
У 1998 році данський фізик Лене Вестергаард Хау очолила об'єднану команду з Гарвардського університету та Наукового інституту Роуленда, яким вдалося уповільнити промінь світла приблизно до 17 м/с,  а дослідники з UC Berkeley уповільнили швидкість руху світла через напівпровідник до 9,7 км/с в 2004 році. Хау та її колегам пізніше вдалося повністю зупинити світло і розробити методи, за допомогою яких його можна зупинити, а потім перезапустити. Це було спрямовано на розробку комп'ютерів, які використовуватимуть лише невелику частину енергії сучасних машин.
У 2005 році IBM створила мікрочип, який може сповільнювати світло, виготовлений із досить стандартних матеріалів, що потенційно прокладає шлях до комерційного використання цього явища.

## Передумови
Коли світло поширюється крізь матеріал, воно рухається повільніше, ніж з швидкістю {\displaystyle c} у вакуумі. Ця зміна фазової швидкості світла і проявляється у фізичних ефектах, таких як заломлення. Зменшення швидкості кількісно визначається відношенням між {\displaystyle c} та фазовою швидкістю. Цей коефіцієнт називається показником заломлення матеріалу. Повільне світло — це різке зменшення групової швидкості світла, а не фазової швидкості. Повільні світлові ефекти зумовлені не аномально великими показниками заломлення, а іншими причинами.
Повільне світло характеризується низькою груповою швидкостю. Якщо дисперсійне співвідношення показника заломлення таке, що індекс швидкості змінюється в малому діапазоні частот, то групова швидкість може бути дуже низькою, в тисячі або мільйони разів меншою за c, хоча показник заломлення все ще є типовим (від 1,5 до 3,5 для окулярів та напівпровідників). Якщо світло вмикається або вимикається в певний час або іншим чином модулюється, тоді амплітуда синусоїдального збурення також залежить від часу. Змінна в часі амплітуди світлової хвилі поширюється не з фазовою швидкістю, а з груповою швидкістю. Групова швидкість залежить не тільки від показника заломлення матеріалу, але і від того, як показник заломлення змінюється з частотою (тобто, від похідної показника заломлення за частотою).

## Способи сповільнення світла
Є багато механізмів, які можуть генерувати повільне світло, і всі вони створюють вузькі спектральні області з високою дисперсією, тобто піки у дисперсійному співвідношенні. Схеми, як правило, згруповані у дві категорії: дисперсія матеріалу та дисперсія хвилеводу. Механізми дисперсії матеріалів викликають швидку зміну показника заломлення як функцію оптичної частоти, тобто вони модифікують часову складову хвилі, що поширюється. Це робиться за допомогою використання нелінійного ефекту для модифікації дипольної реакції середовища на сигнал або поле «зонда». Механізми дисперсії хвилеводів, такі як фотонні кристали, сполучені резонаторні оптичні хвилеводи та інші мікрорезонаторні структури  модифікують просторову складову (k-вектор) розповсюджуваної хвилі. Повільного світла також можна досягти, використовуючи дисперсійні властивості плоских хвилеводів.

## Перспективи використання
Повільне світло може бути використано для значного зменшення шуму, що може дозволити більш ефективно передавати всі типи інформації. Крім того, оптичні перемикачі, керовані повільним світлом, можуть у мільйон разів зменшити потреби в енергії порівняно з комутаторами, що працюють зараз від телефонного обладнання до суперкомп'ютерів.  Уповільнення світла може призвести до упорядкованішого руху транспорту. Повільне світло можна використовувати для побудови інтерферометрів, які набагато чутливіші до зсуву частоти порівняно зі звичайними інтерферометрами. Цю властивість можна використовувати для створення кращих, менших частотних датчиків та компактних спектрометрів високої роздільної здатності. Також повільне світло можна використовувати в оптичній квантовій пам'яті.